# Picea neoveitchii
Picea neoveitchii är en tallväxtart som beskrevs av Maxwell Tylden Masters. Picea neoveitchii ingår i släktet granar, och familjen tallväxter. IUCN kategoriserar arten globalt som starkt hotad. Inga underarter finns listade i Catalogue of Life.